# Ejendomsfællesskab hos urmenigheden i Jerusalem
 Denne artikel bør gennemlæses af en person med fagkendskab for at sikre den faglige korrekthed.
    – Artiklen er en oversættelse af den tyske version fra 18.april 2018
     – Fjern gerne efterladte germanismer, slå-, stave- og andre fejl, så der bruges gængse danske betegnelser

Med ejendomsfællesskab hos urmenigheden i Jerusalem hentydes til Lukas' beretninger i Apostlenes Gerninger (ApG):
ApG 2,44 : "... Men alle de troende var sammen, og de var fælles om alt. ..."
ApG 4,32 : "... og ikke én kaldte noget af sin ejendom for sit eget, men de var fælles om alt. ..."
Med henvisning til disse passager i Det Nye Testamente (NT) har mange kristne grupper i kirkens historie forsøgt at dele og forvalte deres ejendom helt eller delvist. I forskningen spørges der om, hvor motivet for kollektivt ejerskab kommer fra, hvordan NT-teksterne vedrører det, hvilken slags det var, hvilken historisk virkelighed der lå bag, og hvilken betydning det kan have i dag.

## Det Nye Testamente

### Tekster vedrørende ejendomsfællesskab
Udtrykket 'de var fælles om alt' findes to gange næsten enslydende i Apostlenes Gerniger. De er formelt, sprogligt og indholdsmæssigt tæt relaterede opsummeringer, og evangelisten Lukas betragtes som forfatter til begge.
Efter pinseunderet og Peters første prædiken opsummeres i Apostlenes Gerniger kapitel 2 de væsentligste kendetræk for urmenigheden i Jerusalem:
"... De holdt fast ved apostlenes lære og fællesskabet, ved brødets brydelse og ved bønnerne. Hver og én blev grebet af frygt, og der skete mange undere og tegn ved apostlene. Men alle de troende var sammen, og de var fælles om alt. De solgte deres ejendom og ejendele og delte det ud til alle efter enhvers behov. De kom i enighed i templet hver dag; hjemme brød de brødet og spiste sammen, og jublende og oprigtige af hjertet priste de Gud og havde hele folkets yndest. Og Herren føjede hver dag nogle til, som blev frelst."
 (ApG 2,42-47)
Ordet koinonia ('fællesskab') bruger Lukas kun på dette sted. Som udtrykket hapanta koina ('havde alt fælles') betyder det i NT ikke kun personlig harmoni eller overensstemmelse, men også fælles brug af ejendom. Fordelingen af midlerne fra salg til trængende er derfor en grundlæggende del af dette fællesskab og tillægges samme betydning som apostlenes lære, bordfællesskabet (hvor fællesspisning og nadver endnu var adskilt), bøn og mission. For dette fik de det jødiske folks sympati: "... og havde hele folkets yndest" eller "... alle i folket var glade for dem" (ApG 2,47 ) 
Disse kendetegn fremstiller teksten som virkninger af den ved pinseunderet udgydte hellige ånd, Helligånden, og Peters prædiken pinsedag, der slutter med opfordringen: "Omvend jer og lad jer alle døbe i Jesu Kristi navn til jeres synders forladelse, så skal I få Helligånden som gave" [...] "Lad jer frelse fra denne forkvaklede slægt!" (ApG 2,38/ApG 2,40).

Det efterfølges af massedåb blandt tilhørerne, og ejendomsfællesskabet viser, at de har modtaget den lovede ånd og fulgt opfordringen til omvendelse (ApG 2,41-47.
Efter flere vellykkede missioneringer vender ApG tilbage til emnet ejendomsfællesskab og forklarer dens karakter og formål:
"Hele skaren af troende var ét i hjerte og sind, og ikke én kaldte noget af sin ejendom for sit eget, men de var fælles om alt. Med stor kraft aflagde apostlene vidnesbyrd om Herren Jesu opstandelse, og alle nød de stor yndest. Der var da heller ikke nogen nødlidende iblandt dem, for de, som ejede jord eller huse, solgte dem og kom med de penge, de fik ind, og lagde dem for apostlenes fødder; pengene blev så fordelt til hver enkelt efter behov."(ApG 4,32-35)
Privat ejendom bestod ifølge dette formelt, men hver døbt afstod eller kunne afstå fra sine ejendomsrettigheder til fordel for de øvrige medlemmer af fællesskabet. Om den således opnåede tilstand af fælles ejerskab brugte Lukas udtrykket hapanta koina analogt med det tidligere hellenistiske venskabsideal, så urmenigheden også kunne være forbillede for ikke-jøder.
Efter disse opsummeringer følger der i Apostlenes Gerninger eksempler:
"Josef, en levit, der stammede fra Cypern, og som af apostlene fik tilnavnet Barnabas – det betyder Trøstens søn – solgte en mark, han havde, og kom med pengene og lagde dem for apostlenes fødder." ApG 4,36-37)
...
"Men en mand, der hed Ananias, og hans kone, Safira, solgte en ejendom, og med sin kones vidende stak han nogle af pengene til side og kom kun med en del af dem og lagde dem for apostlenes fødder. Da sagde Peter: »Ananias, hvorfor har Satan fyldt dit hjerte, så du har løjet for Helligånden og stukket nogle af pengene for jorden til side? Var jorden ikke din før salget? Og havde du ikke rådighed over pengene efter salget? Hvordan kunne du finde på at gøre dette? Det er ikke mennesker, men Gud, du har løjet for.« Da Ananias hørte disse ord, faldt han om og udåndede; og alle, der hørte det, blev grebet af stor frygt. Men de unge mænd rejste sig, svøbte et klæde om ham, bar ham ud og begravede ham. Omkring tre timer senere kom Ananias' kone ind uden at vide, hvad der var sket. Peter spurgte hende: »Sig mig, var det den pris, I solgte jorden for?« Hun svarede: »Ja, det var det.« Da sagde Peter til hende: »Hvorfor er I dog blevet enige om at udæske Herrens ånd? Hør, der lyder fodtrin uden for døren af dem, der har begravet din mand; de skal også bære dig ud.« I samme øjeblik faldt hun om for hans fødder og udåndede. Da de unge mænd kom ind og fandt hende død, bar de også hende ud og begravede hende ved siden af hendes mand. Og hele menigheden og alle, som hørte det, blev grebet af stor frygt." (ApG 5,1-11)
Eksemplet med Ananias og hans kone Safira viser modsætningen mellem den ønskede adfærd – at give hele overskuddet fra et ejendomssalg til fællesskabet – og den kritisable eller ligefrem fordømte adfærd at beholde noget af provenuet for sig selv. Ifølge Peters reaktion var ejendomssalg og donationer frivillige, men at unddrage en del var for ham at lyve over for Gud, fordi giveren foregav at ville videregive det hele.
Derved brød han det fællesskab der var skabt af Helligånden, et fællesskab som skulle gavne de trængendes behov. Derfor burde det faktiske salgsoverskud ved en frivillig gave ikke skjules ,
og en tidligere meddelt donation skulle overdrages fuldt ud.
Apostlenes Gerninger beskæftiger sig derefter ikke med ejendomsfællesskab.

### Tekster om udligning mellem fællesskaber
Ifølge Apostlenes Gerninger (ApG 6,1-7) var det ikke altid sikkert, at der blev sørget for alle: i den daglige maduddeling var enkerne efter de græsktalende jødekristne blevet overset, hvorfor et fællesmøde havde overført den uddeling apostlene selv havde stået for til en nyvalgt gruppe på syv diakoner. 
Yderligere NT-tekster vidner om andre fællesskabers indsamling til urmenigheden i Jerusalem. De viser, at der stadig var nød dér, og derfor var indført en ejendomsudligning mellem menighederne. Apostlenes Gerninger (ApG 11,27-30) nævner en sådan indsamling fra Antiokia, og ifølge Galaterbrevet (Gal 2,10) blev der på Apostelmødet i Jerusalem (omkring år 48) aftalt en løbende indsamling til urmenigheden, som Paulus ønskede at indsamle hvor han havde grundlagt menigheder. En tænkelig årsag til en sådan indsamling kunne være en hungersnød i regionen omkring årene 47-48.
Eksemplet fra urmenigheden i Jerusalem kan have inspireret til den eksterne indsamling.
Paulus berettede i Romerbrevet om overdragelsen af en sådan indsamling "til de fattige blandt de hellige i Jerusalem" og skrev om giverne:
"Men nu rejser jeg til Jerusalem med hjælp til de hellige. Makedonien og Akaja har nemlig besluttet, at de vil samle ind til en fællesgave til de fattige blandt de hellige i Jerusalem. De har besluttet det, og de står også i gæld til dem; for når de som hedninger har fået del i deres åndelige goder, skylder de også at hjælpe dem med materielle goder. Når jeg så har fuldført det og sikret dem denne høst, vil jeg rejse til Spanien og besøge jer på vejen. Og jeg ved, at når jeg kommer, vil jeg komme med Kristi velsignelse i hele dens fylde." (Rom 15,25-29 ; Jf. ApG 24,17)
Så Paulus forstod ikke disse indsamlinger som en karitativ eller velgørende tjeneste, men som de hedningekristnes pligt, at de på den måde kunne takke de jødekristne for det modtagne frelsesbudskab og bekræfte deres varige forbindelse.
I Andet Korinterbrevet (2 Kor 8,1-15) tilskyndede Paulus menigheden i Korinth til at fortsætte den tidligere indsamling til urmenigheden i Jerusalem:
"Brødre, vi vil gøre jer bekendt med den nåde, Gud har vist menighederne i Makedonien: Under stor prøvelse og trængsel er deres overstrømmende glæde og dybe fattigdom strømmet over i den rigeste gavmildhed. For de gav efter evne, ja, over evne, det kan jeg bevidne; på eget initiativ har de indtrængende bedt os om at måtte være med i gaven til de hellige. De gjorde ikke blot sådan, som vi havde håbet, nej, de gav sig selv ved Guds vilje, først til Herren og så til os, så vi har bedt Titus om at bringe indsamlingen hos jer til afslutning, sådan som han tidligere satte den i gang.
Men ligesom I er rige på alt, på tro og tale og kundskab og al beslutsomhed og på den kærlighed, vi har vakt hos jer, må I også vise jeres rigdom i denne indsamling. Jeg siger det ikke som en befaling, men fordi jeg ved hjælp af andres beslutsomhed vil prøve, om også jeres kærlighed er ægte – og I kender vor Herre Jesu Kristi nåde, at han for jeres skyld blev fattig, skønt han var rig, for at I kunne blive rige ved hans fattigdom. Men min mening giver jeg hermed til kende. Det er til jeres eget bedste, da I jo allerede i fjor ikke blot satte indsamlingen i gang, men også satte al jeres vilje ind på den. Bring den nu også til afslutning, for at I kan fuldføre efter evne på samme måde, som I så beredvilligt begyndte. For når den gode vilje er til stede, påskønnes den i forhold til, hvad man evner, ikke i forhold til, hvad man ikke evner.
Det er jo ikke, for at andre kan få det lettere og I få besvær, men for at der kan være ligevægt. For øjeblikket må jeres overflod afhjælpe de andres mangel, for at deres overflod til gengæld kan afhjælpe jeres mangel. Så bliver der ligevægt – som der står skrevet: 'Den, der havde samlet meget, havde ikke for meget, og den, der havde samlet lidt, havde ikke for lidt.' " (2 Kor 8,1-15)
Dermed tog Paulus spørgsmålet op om udligning af nøden blandt de fattige inden for det kristne fællesskab
og overførte forestillingen om at dele ejendom mellem rige og fattige inden for en menighed til forholdet mellem alle menigheder.

## Virkning
Ejendomsfællesskabet i urmenigheden (ApG kap.2 og 4) har i kristendommens historie virket som forbillede for kristne mindretal der forsøgte at leve i overensstemmelse hermed og således skilte sig ud fra de store kirkesamfund. Det har udgjort en kritisk målestok for kirkens samlede forhold til fattigdom, ejendom og besiddelse, og har derudover lagt grunden for samfundskritik, da ejendomsfællesskab indebærer sameksistens i gensidig, bindende solidaritet uden udbytning og vidner på den måde om og foregriber det kommende gudsrige.

### Senantikken
I senantikken udviklede kirken i den tidlige kristendom et hierarki og ansatser til en etik med to trin: en etik for almindeligt døbte og en strengere etik for særligt fromme som eremitter og munke. Kirkens biskopper var også jordejere. Deling af ejendom med de fattige var overladt til den enkelte i form af frivillige almisser. Som modvirkning hertil opstod omkring år 300 kristen monasticisme, som hovedsagelig tilskrives asketiske motiver. I modsætning hertil mener Otto Gerhard Oexle, at inspirationen til den tidlige kristendoms ejendomsfællesskab stammer fra ideen om vita communis, 'fælles liv'.
Eneboerne (anakoreterne) fulgte Antonius den Helliges (†356) eksempel, der 305 havde givet alle sine ejendele bort og trukket sig tilbage som eneboer i ørkenen. Pachomios (ca. 290-347) havde 325 grundlagt det første kristne kloster som koinobion, 'kenobitisk klosterliv'. For ham var urfællesskabet et afgørende motiv, men han introducerede næppe dermed også ejendomsfællesskab.
Repræsentanter for kenobitisk klosterliv har henholdt sig til Apostlenes Gerninger kap. 2 og 4 (ApG 2,44, ApG 4,32) for at afvise den asketiske model og retfærdiggøre opbygning af fællesskab som den form for sameksistens mellem kristne der bedst var i overensstemmende med kristen livsførelse.
Eusebius af Vercelli (283-371) indførte 340 i sin by et livs- og ejendomsfællesskab for præster med henvisning til ApG kap. 2 (ApG 2,1).
For mange kirkefædre var ejendomsfællesskabet hos urmenigheden idealet i den apostolske periode (o. 30-70), ud fra hvilken de kritiserede luksus, korruption, uretfærdige overskud, rentetagning (som åger) og grådighed uden derved at udvikle en økonomisk teori.
Presbyteren Basileios den Store (†379), der tidligere havde levet længe som besiddelsesløs eremit, brugte i prædikener under en alvorlig hungersnød i Kappadokien i 368 Lukas' tekster fra NT til skarp kritik af de rige, som benyttede sig af mangel på mad til prisstigninger. Han krævede øjeblikkelig og uforbeholden anvendelse af deres ejendom til fælles bedste, sænkning af priser og udlånsrenter. Han organiserede med de løbende donationer en reguleret madforsyning til de fattige og opbyggede efter denne umiddelbare nødhjælp en bosættelse, som permanent sørgede for mad og medicinsk behandling til de fattige. Hans grundlæggende idé var, at al privatejendom tilhører Gud, så alle velhavende kun var hans forvaltere og administratorer og måtte mobilisere al overskud for de fattige. Dette patrociniumprincip (vedr. patronatsforhold, se evt. patronatsret) fulgte Gregor fra Nazianz (†390) og Gregor fra Nyssa (†394).
Hieronymus (†420) legitimerede det 'kenobitiske klosterliv' omkring 380 med henvisning til, at de jødekristne i Alexandria og andre steder i århundreder havde praktiseret ejendomsfællesskab. Johannes Cassianus (†435 el. 448) skrev om ApG 2,44: "Hele kirken levede sådan dengang, mens der i dag kun er få i klostrene, der lever på den måde." Han idealiserede dermed urkristendommen i modsætning til kirken på hans egen tid.
Da kristendommen omkring 380 under Theodosius den Store var blevet statsreligion, blev ejendomsfællesskab kun praktiseret i afsondrede klostre. Augustinerreglen fra omkring 397 parafraserer kapitel 2 i Apostelenes Gerninger: 'Det er hvad vi beordrer jer i klostret. Det første formål med jeres fælles liv er at leve sammen i harmoni og at være ét hjerte og en sjæl i Gud. Derfor skal I ikke kalde noget for jeres eget, men alle ting tilhører jer alle' (kapitel 1). For Augustin af Hippo var urmenighedens ejendomsfællesskab normen og det historiske udgangspunkt for kristnes sameksistens i fælles samfund (vita communis) og dermed sammenholdet mellem alle kristne. Han understregede 407 denne norm i prædikener mod donatisterne, som han beskyldte for at have en egoistisk holdning: at de kun var interesseret i deres egen etiske perfektion eller fuldkommenhed.
Også Benedikts Regel, Regula Benedicti, fra 500-tallet krævede opgivelse af al privat ejendom for de kommende munke. Ejendomsfællesskab indebar her også fællesøkonomi og pligt til et strengt reguleret dagligt fællesarbejde.
Administrationen af klostrets fællesejendom påhvilede udelukkende abbeden, var altså bundet til ordenshierarkiet og indeholdt ingen kritik mod kirken.

### Middelalderen
Tiggerordenerne praktiserede aktivt velgørenhed, overtalte mange rige til at afgive ejendom og hilste på samme tid den voksende pengeøkonomi velkommen, da de modtog mange bidrag i denne form. Deres konflikter med præsteskabet påvirkede universiteterne og førte til dannelse af lægmandsbevægelser i mange byer. Deres indsats bidrog til stabilisering af den eksisterende sociale orden, den middelalderlige feudalisme.
Den i det 11. århundrede grundlagte franciskanerorden gav også afkald på besiddelse og gik ind for fælles ejendom. Især kombinerede minoritterne mere end deres forgængere dette med udtrykkelig kritik af ulige ejerskab og magtforhold i kirke og samfund. Dog blev forsøg på at få præsteskabet til at føre en livsstil uden besiddelse, og at kirken skulle give afkald på rigdom, afvist af paverne.
Ejendomsfællesskab inden for tiggerordenerne i det 13. århundrede førte til en skolastisk strid om privatejendommens rolle: Thomas Aquinas forsvarede privat ejendom og dens videregivelse ved arv med naturretten som en med fællesejendom sidestillet form for kristent liv. I modsætning hertil anså Duns Scotus ejendomsfællesskab som normen, indrømmede kun brugsret til goder som legitimt, bestred retten til privatejendom og fortolkede den som opfundet af fyrster.
Kirke- og samfundskritiske former for ejendomsfællesskab dannedes hyppigere efter 1300-tallet. Omkring 1370 blev Brødrene af Fælleslivet dannet i Nederlandene. De ønskede ikke at danne en ny orden, men så i stedet deres ejendomsfællesskab som en direkte befaling af Jesus, den eneste 'abbed' for alle regelbundne kanniker . For dem gjaldt forbilledet fra urmenigheden som apostolsk lære eller doktrin, der var generelt bindende for alle kristnes livsførelse, om de var præster eller lægfolk, noget kirken kun havde tilsløret.

### Reformationen
Siden 1400-tallet var der tilløb til radikal reformation inden for kirke og samfund, hvis repræsentanter også oftere krævede ejendomsfællesskab. Det blev også midlertidigt realiseret lokalt eller regionalt: for eksempel af de tjekkiske taboritter (1420) og Hans Böhm, en trommeslager fra Niklashausen (1476).
Fra 1520 under Reformationen gjorde grupper af døbere sådanne forsøg. De sympatiserede ofte med de tyske bondeopstande i 1520'erne og overtog delvis deres krav for de af dem reformerede byer. Det drejer sig blandt andet om Nicholas Storch, Thomas Müntzer og Hans Hergot i Sachsen og Thüringen. I Zollikon i Schweiz grundlagde en kreds omkring Konrad Grebel, Felix Manz og Wilhelm Reublin et kommunalt ejendomsfællesskab efter deres udvisning fra Zürich i 1525.
Ud over Schleitheim-bekendelsen – efter den schweiziske lokalitet Schleitheim  – udbredte døberne i 1527 en menighedsforordning eller retningslinje (ty. Gemeindeordnung), at der burde etableres ejendomsfællesskaber i fremtidige døbersamfund. Det indebar et særligt budget, der skulle bruges til de fattige i en akut nødsituation. Bondelederen Michael Gaismair forsøgte 1526 uden succes i Tyrol at gennemføre en ny, kristeligt begrundet ejendomsordning.
Hans Hut, elev af Müntzer, forsøgte 1527 uden held at etablere et ejendomsfællesskab i Nikolsburg (Mähren) mod den moderate døber Balthasar Hubmaier. Hut forstod ejendomsfællesskab som en overvindelse af begærets ursynd fra niende og tiende af De 10 bud. Hans tilhængere praktiserede dem i deres familier og med flygtninge, som de optog i deres hjem.
De grundlagde 1528 i første omgang et ejendomsfællesskab i Austerlitz, derpå 1530 i Auspitz (nu: Hustopeče). De gik ind for en radikal pacifisme, der inkluderede afkald på væbnet selvforsvar.
Som resultat af interne konflikter om disse spørgsmål grundlagde Jakob Hutter 1533 i Tyrol de første brodersamfund (ty. Bruderhöfe) som landbrugsbosættelser med ejendomsfællesskab og arbejdsdeling mellem forskellige håndværk og med egne børnehaver og skoler.
Ganske vist måtte Hutter 1535 flygte til Mähren; men mens andre forsøg hurtigt forsvandt, var hutterne i stand til at bevare deres fællesskaber ind i nutiden.
Især mellem 1556 og 1578 under Peter Walpot dukkede nye brodersamfund op. Under den stærke forfølgelse under modreformationen udvandrede de til Ungarn, Valakiet og senere til Ukraine. I 1800-tallet opstod der brodersamfund i USA.
Af andre eksempler på grene inden for døberbevægelsen kan nævnes 'stäbler', 'gabrieler' og 'philippere'. 

Disse forsøg fra døbernes side var for det meste tænkt som forløber for en forventet omstrukturering af samfundet som helhed, men man ville ikke aktivt befordre en sådan ændring. Kun det kortvarige døberregime i Münster 1534-1535 håndhævede ejendomsfællesskab og polygami med en ny forfatning som pligt for alle kristne i Münster.
Martin Luther indvendte 1525 mod de oprørske bønder, at det var misbrug af evangeliet at bruge det til social forandring og dermed forveksle himmelsk og jordisk retfærdighed. Guds nåde tildelt i dåben er uafhængig af den sociale stilling. Ejendomsfællesskabet omtalt i Apostelenes Gerninger (ApG 4,32ff) var frivilligt og retfærdiggør ikke krav til andre. Over for dette synspunkt ønskede bønderne at bevare deres ejendom og skabe ejendomsfællesskab med fremmed ejendom. 
Pastor Urbanus Rhegius fra Augsburg betegnede 1528 i en diskussion i byrådet døbernes teologi og deres livsførelse som ugudelig forførelse af troende. Han udlagde deres ejendomsfællesskab for at være et middel til at give uvirksomme vagabonder materiel sikkerhed, som misundelse og camoufleret besiddertrang. Deres fattighjælp tolkede han som ureguleret kaos, hvormed de søgte at undslippe borgerlig orden.
Reformatoren Johannes Brenz på den anden side forsvarede 1528-1530 de forfulgte døbere: De havde lige så lidt som tidligere munke forsøgt at påtvinge alle kristne ejendomsfællesskab; det kan ikke ligestilles med oprør. Kun et faktisk stedfundet oprør, ikke et forestillet fremtidigt oprør burde straffes.
For bondeoprørernes vedkommende indtil 1525 og for døberkommunernes indtil 1534 blev de undertrykt gennem massakrer på titusinder af deres tilhængere. Ikke desto mindre holdt døberne fast i deres tro og deres måde at leve på; de anså angrebene for at være livstruende angreb på det middelalderlige Corpus Christianum, 'kristenhedens krop/legeme'.

### Nyere tid
I 1600-tallet eksisterede der ejendomsfællesskab i forfulgte kristne minoriteter som for eksempel hos The Levellers i den engelske borgerkrig i 1640'erne. Deres talsmand Gerrard Winstanley begrundede kravet om at ekspropriere engelske adelsmænd og erstatte den feudale orden med fælles ejendom som i Bibelen uden at henvise til teologer fra kontinentet. Jesuitten Jean de Labadie introducerede fra 1668 i flere regioner i Europa fælleshusholdning, hvor man delte indkomst og ejendom. Hans tilhængere, 'labadisterne', emigrerede til USA, købte et landområde i Maryland og grundlagde dér i 1683 en landkommune. Den blev ledet autoritært af en 'biskop', der tildelte dagens arbejde til alle. Al privatejendom blev forbudt, og forbruget blev rationeret. Dette samfund siges at være mislykkedes i 1725 på grund af lederens selvberigelse.
Den engelske kvæker Ann Lee havde omkring 1758 en visionær oplevelse i et fængsel, hvorefter hun grundlagde en gruppe, hvis medlemmer på grund af deres ekstatiske danse blev kaldt shakers, 'rystere'. De første otte mennesker emigrerede til USA i 1770 og grundlagde nær Albany i delstaten New York et cølibatært, pacifistisk, spiritualistisk og på mission indrettet livs- og ejendomsfællesskab. Gruppen tog forældreløse og hjemløse mennesker ind, der senere ofte blev medlemmer. Fællesskabet voksede indtil 1826 til 18 lokalsamfund med ca. 6.000 medlemmer, men gik mod slutningen af 1900-tallet tilbage til kun få personer.
De russiske duchobortser (dukhobortser, dukobortser) blev sandsynligvis grundlagt af en kvæker omkring 1740 med tilladelse af zar Alexander I. De dannede fra 1801 et strengt organiseret bosættelses-, arbejds- og ejendomsfællesskab i Taurien, Krim. De straffede frafaldne, apostater, med døden og blev derfor 1839 bortvist eller tvangsforflyttet til Transkaukasien i det sydlige Kaukasus. Efter flere bølger af forfølgelse for deres krigsvægring opnåede forfatteren Tolstoj, at de 1886 fik lov til at udvandre til Nordamerika.
Tolstoy beskrev i sine sene skrifter det fremtidige samfund, som han håbede på som et landbrugsfællesskab, der ville afskaffe stat, hær, privat ejendom, handel og industriel arbejdsdeling. Han gav således anledning til at der omkring 1900 blev dannet en bevægelse af 'tolstojanere', som han dog ikke selv grundlagde; den stræbte efter et pacifistisk anarki.
Under pietismen havde Philipp Jacob Spener i Pia desideria fra 1675 nævnt fælles ejendom i henhold til Apostlenes Gerninger kap. 2 og 4 som idealet for et kristent liv. Gottfried Arnold havde udviklet dette ideal i sin Unparteiischen Kirchen- und Ketzer-Historie ('Upartisk kirke- og kætterhistorie') fra 1699 som en kritik af kirkens historie indtil da. Siden da gjaldt ejendomsfællesskab som forbillede for socialreformistiske pietister som Ernst Christoph Hochmann af Hochenau (†1721) og Friedrich Christoph Oetinger (†1782).
I sin bog Die güldene Zeit ('Den gyldne tid' fra 1759) identificerede Oetinger det forventede tusindårsrige med den hedenske idé om en guldalder: 1800-tallet ville bringe en demokratisk samfundsordning, hvor penge, stat og privat ejendom ville være afskaffet.
Hans arbejde inspirerede i 1824 til grundlæggelsen af den pietistiske bosættelse Wilhelmsdorf i Württemberg som et ejendomsfællesskab.
Under indflydelse af den württembergske pietist Weber George Rapp (†1847) grundlagdes 1805 en bosættelse i Pennsylvania, USA, Harmony Society, som 1814-1824 eksisterede i Indiana under navnet New Harmony, og som Economy i Pennsylvania indtil 1916 efter byen Economy. De oprindelige omkring 800, til sidst omkring 150 medlemmer levede ugifte og overførte alle ejendomsrettigheder til en bestyrelse under Rapps formandskab. Kommunen blev splittet på grund af ledelseskonflikter i 1832 og ændrede sig gradvist fra 1840 til et rent produktionskooperativ.
I Jesu Kristi Kirke af Sidste Dages Hellige (mormonerne) grundlagde Joseph Smith 1831 United Order of Enoch, hvis medlemmer boede i ejendomsfællesskab. Ordenen havde indflydelse på bosættelsen af mormoner i Missouri og Utah.

### 1900-tallet
Parret Emmy og Eberhard Arnold var inspireret af religiøse socialister og hutteritter, som de tilsluttede sig før de 1920 i Sannerz i Hessen grundlagde det første 'Bruderhof' ('bosættelse af brødre').
Der blev grundlagt flere sådanne bosættelser i USA, Paraguay og Australien, som stadig praktiserer ejendomsfællesskab.
Mennonitterne Hans og Wally Klassen og tolstojanere emigreret fra Rusland tilhørte bosættelsen i Sannerz. De grundlagde 1923 en bosættelse i Sonnenfeld i Oberfranken, hvis medlemmer – for det meste kvækere – praktiserede ejendomsfællesskab og streng vegetarisme; de optog forældreløse børn.
I 1943 grundlagde Chiara Lubich (†2008) i Loreto i den italienske region Marche et bo- eller livsfællesskab (ty. Lebensgemeinschaft) for kvinder, der priste fattigdom, kyskhed og Jesu efterfølgelse i hverdagen. Herfra udgik 'Focolarebevægelsen', en oprindelig katolsk lægmandsbevægelse, der i dag er blevet tværkonfessionel og -religiøs. En del af deres medlemmer lever ugifte i bofællesskaber. De har almindelige erhverv, og lønnen går til en fælleskasse. Overskud overføres til et centralt kontor i Rom, hvorfra varer af væsentlig betydning købes og distribueres til steder, hvor de mangler.
Efter 1945 er der opstået en række evangeliske og økumeniske samfund, der tager urmenighedens ejendomsfællesskab som forbillede, og derfor forstår sig som en del af kirken, ikke som en særlig gruppe eller sekt adskilt fra kirken.
Broder Roger, grundlægger og første prior for Broderfællesskabet i Taizé, indførte dér i 1949 et ejendomsfællesskab, som var bundet til cølibat og streng lydighed.
En livsform inden for rammen af de større kirkesamfund inspireret af kapitel 2 i Apostlenes Gerninger ses også hos det økumeniske Jesus-Bruderschaft, der blev grundlagt i 1961/1964. Det har hovedsæde i Hünfelden i Landkreis Limburg-Weilburg, Hessen.

## Forskning
I den nytestamentlige forskning har man diskuteret NT-teksterne om ejendomsfællesskab siden det 19. århundrede. Der spørges om betydningen i deres egen sammenhæng, samtidige analogier, bibelske referencer, deres mulige organisationsform, historicitet, effektivitet, virkning og aktuelle betydning.

### Antikke analogier
Ejendomsfællesskab var længe før kristendommen en udbredt social utopi i antikken.
Siden Herodots Historie fra omkring 460 f.Kr. har nogle antikke historikere ment at ejendomsfællesskab fandtes hos tidligere naturfolk, der endnu ikke kendte penge som middel til udveksling. Andre forfattere har beskrevet disse som en del af fiktive, forhistoriske eller forsvundne samfund, der havde virkeliggjort etiske idealer. Sådanne utopier, projiceret tilbage på fortiden, var almindelige i hellenismen som moralsk modstykke til samtiden.
Man har sat Pythagoras i forbindelse med et 'filosoffællesskab', pythagoræerne i Syditalien, som også skulle have praktiseret ejendomsfællesskab. Platon førte i sin dialog Timaios fra omkring 360 f.Kr. vendingen 'fælles er det der hører vennerne til' tilbage til Pythagoras.
Aristoteles overleverede i Den nikomakhæiske etik (1159b  ordsproget eller vendingen: "hvad der tilhører venner er fælles".
Denne vending afspejles også i "Citater af Sextus" (≈180-200), som hovedsagelig var sammenstillet af en anonym forfatter fra ældre hellenistiske kilder, især platonisme og stoicisme.
Antonius Diogenes skrev (o. 200 ?) om Pythagoras: "Vennerne elskede han over alt, hvorved han som den første repræsenterede den opfattelse, at mellem venner er alt fælles ('ta ton filon koina') og en ven er et alter ego."
Iamblichus af Chalkis skrev i sin afhandling Om det pythagoræiske liv (≈300): "Oprindelsen til retfærdighed er nu fællesskab, lige rettigheder og en solidaritet, hvor alle ligesom ét legeme og én sjæl føler det samme og anser mit og dit for det samme [...] Det har nu Pythagoras af alle mennesker været den bedste til at virkeliggøre, idet han forbød disciplenes binding til privat ejendom og styrkede derved fællesskabsfølelsen."
Mange forskere mener, at Lukas kendte til pythagoræernes idealisering og at det havde påvirket hans stil – blandt andet vendingerne koinonia 'ét hjerte og én sjæl' og hapanta koina 'de havde alt tilfælles'.
Martin Hengel (1996),
Gerd Theissen (2008) og andre nytestamentlige forskere mener, at Lukas bogstaveligt overtog vendingen hapanta koina fra hellenistisk ordsprogsvisdom – udtryk eller vendinger der den gang var i omløb.
Ifølge Matthias Konradt (2006) overtog han vendingen fra den hellenistiske venskabsetik.
Ifølge Niclas Forster (2007) stiliserede han bevidst resuméerne i Apostlenes Gerninger kap. 2 og 4 i overensstemmelse med den den gang sædvanlige litterære konvention for ideelle fællesskaber.
Ejendomsfællesskab var en variant af antikke utopier for 'den gyldne tidsalder'. Romerske forfattere som digteren Vergil anså at denne tidsalder var oprundet med kejser Augustus (Æneiden, 29-19 f.Kr.). Men de forlod eller opgav dog hurtigt det overleverede kendetegn for ejendomsfællesskab, tilsyneladende fordi virkeligheden alt for tydeligt viste noget andet.
På den anden side understreger Apostlenes Gerninger kap 2 og 4 ejendomsfællesskabet i urmenigheden: måske er det i bevidst kontrast til den romerske omverden, således som den lukanske beretning om Jesu fødsel (Lukas 2,1-14) betegner Jesus med den kejserlige højhedstitel som den (sande) "frelser" og budbringer af "fred på jorden". Sådanne "antikejserlige hentydninger" er grundlæggende træk ved det lukanske dobbeltværk, dvs. Lukasevangeliet og Apostlenes Gerninger.
Også i den antikke jødedom kendte man til ejendomsfællesskab. Fra Qumran-området ved Det Døde Hav har man fundet nogle skriftruller, "Dødehavsrullerne", blandt andet 'Menighedsreglen' (menighedsforordning, 'Samfundets regler'; ty. Gemeinderegel) og 'Damaskusdokumentet' som beskriver et eskatologisk fællesskab af "præster", der ved indtrædelse skal give afkald på deres ejendele i henhold til Ezekiel 44,28 : "... De må ikke have arvelod, jeg er deres lod; I skal ikke give dem ejendom i Israel, jeg er deres ejendom. ...".
Disse tekster indeholder yderligere paralleller til ApG kap. 2 og 4, for eksempel dåb ved vand som betingelse for optagelse, et styrende organ med tolv lægmænd og tre præster.
I modsætning til ApG kap. 2 og 4 lagde de vægt på samliv i fælleshuse, opbygning af en fælles formue ved at overlade løn til en fælleskasse og et organiseret forsorgssystem.
Det er omstridt om den beskrevne gruppe eksisterede, og om den levede i den nærliggende historiske bosættelse Qumran.
Jødiske forfattere, der var påvirket af hellenismen, skildrede i det 1. århundrede de formodede essæere i analogi til pythagoræerne. Josefus (†100 e.Kr.) skrev: 
"De er foragtere af rigdom, og beundringsværdigt hos dem er fællesskabsånden. Det er fastlagt at de ved indtrædelse skal overdrage deres formue, så de hverken udsættes for at blive ydmyget på grund af fattigdom eller indtager forrang på grund af rigdom... , men at der for alle brødre kun findes én formue ved at sammenlægge de enkelte personers besiddelse... Forvalterne af fællesskabsejendommen er valgte, og hver enkelt person er uden forskel forpligtet til at tjene alle."
Filon af Aleksandria (†40-50 e.Kr.) skrev: 
"Deres kærlighed til menneskene viser de med velvilje, ligestilling... og et liv i fællesskab (κοινωνία, koinonia) [...] : For det første altså, at intet hus var en enkelt persons ejendom, uden at det i virkeligheden var alles hus; thi, ud over at de bor sammen i broderskab..., står deres bolig også til rådighed for medlemmer af samme sekt, der kommer fra et andet sted. [...] Derfor har de en fælles kasse til alle og fælles udgifter. Tøj og levnedsmidler er fælles; og de har tillige indoptaget brugen af fælles måltider. Deling af bolig, livsstil og bord er faktisk ikke fundet bedre realiseret nogen steder. Og grunden til det er : Alt hvad de tjener som løn for dagens arbejde, beholder de ikke for sig selv, men overdrager det, så det til kan stå til rådighed for fælles brug for dem, der ønsker at bruge det."
Disse idealtypiske beskrivelser kan betragtes som litterær kulturkritik. Selv om der ikke kan konstateres nogen direkte indflydelse på ApG kap. 2 og 4, antages det, at Lukas fik kendskab til ejendomsfællesskab via den daværende helleniserede jødedom. Ifølge Martin Honecker indeholder ApG kap. 2 og 4 dog ingen principiel protest mod rigdom og privat ejendom.

### Bibelske referencer
Toraens syn på land og jord fremgår af Tredje Mosebog (3 Mos 25,23) :
"Der må ikke sælges land uigenkaldeligt, for landet er mit; I er fremmede og tilflyttere hos mig. ...".
Derved begrundes befalingen om jubelåret, hvor de israelitter der var blevet slaver, hvert 50. år skulle frigives og vende tilbage deres oprindelige gudgivne del af arven.
Fordi denne befaling blev misligholdt i Israels kongetid (ca. 950-586 f.Kr.), indgik det i forjættelsen om den bibelske profeti om tiden i og efter eksilet (Esajas 61,1-2 ). Ifølge Lukas 4,18-21 citerede Jesus dette løfte i sin offentlige fremtræden i synagogen i Nazareth og hævdede at opfylde det.
"Da begyndte han at tale til dem og sagde: »I dag er det skriftord, som lød i jeres ører, gået i opfyldelse.« ..." (Lukas 4,18-21)
Landet Israel var dog på den tid ejet af romerne og de jødiske jordejere, der var afhængige af romerne. Derfor fortolkes urmenighedens ejendomsfællesskab som et forsøg på at forudse og delvist realisere det eskatologiske jubelår under fremmed herredømme.
Udtrykket "... var ét i hjerte og sind" (ApG 4,32) forstår mange fortolkere som en hentydning til den jødiske Shemá Jisrael fra Femte Mosebog: "Derfor skal du elske Herren din Gud af hele dit hjerte og af hele din sjæl og af hele din styrke." (Mos 5 6,5).
Til dette har Gerhard Jankowski (1995) konkluderet: urmenigheden havde ifølge Lukas virkeliggjort det her omskrevne første af de ti bud med deres ejendomsfællesskab. Thi, fordi ingen holdt noget for sit eget, men alle havde alt til fælles, havde Gud igen anerkendt dem alene som eneste ejer af Israel (3 Mos 25,23). Derfor berettede Lukas om salget af jord og fremdrog en levit som eksempel: Denne præstestamme måtte ifølge 5 Mos 18,1-2 overhovedet ikke eje jord.
"Levitpræsterne, hele Levis stamme, skal ikke have tildelt arvelod sådan som det øvrige Israel. Herrens ofre er deres lod, det skal de leve af. Levi har ingen arvelod blandt sine brødre; Herren er hans lod, sådan som han har lovet ham. ..." (5 Mos 18,1-2)
Tilsyneladende havde urmenigheden som levitterne opgivet al jordbesiddelse. Lukas fremstillede således urmenigheden som et alternativ til Imperium Romanum, som beroede på store landejendomme, slaveri og militærmagt. Dette alternativ kunne således kun realiseres under en helt anden samfundsorden, som Apostlenes Gerninger også i eller over for Rom havde bidraget til med forkyndelsen og beretningen om Jesu opstandelse.
For mange nytestamentlere hentyder ApG 4,34 – "Der var da heller ikke nogen nødlidende iblandt dem, ..." – tydeligt til Femte Mosebog (5 Mos 15,4) : "Men der skal ikke være fattige hos dig, ...".
For Lukas har ejendomsfællesskabet i urmenigheden altså opfyldt formålet med sabbatåret der indeholdt en generel gældseftergivelse for fattige. Men da målet ifølge vers 11 i Femte Mosebog (5 Mos 15,11 : "Der vil altid være fattige i landet; ... ") var uopnåeligt, havde Lukas bevidst ikke medtaget verset fra Markusevangeliet (Mark 14,7) hvor Jesus siger : "De fattige har I jo altid hos jer, ..." , idet han her henviste til 5 Mos 15,4

Michael Schäfers (1998) konkluderede ligeledes: Idet urmenigheden havde afhjulpet manglen hos dem der var i nød i henhold til ApG 4,34, var utopien fra Toraen opfyldt for Lukas: at der ikke mere skulle være fattige i Guds folk. Deres ejendomsfællesskab havde således forsøgt at overvinde den fattigdom der var omtalt i 5 Mos 15,4 ("Men der skal ikke være fattige hos dig, ..."). Det rækker videre end den rene individuelle generøsitet, som aldrig har været i stand til at fjerne fattigdom. Kun hvis urmenigheden faktisk havde praktiseret ejendomsfællesskab, kunne de være forbillede for den daværende diaspora-jødedom som bevidnet i de antikke kilder.
Oftest forklares urmenighedens ejendomsfællesskab som resultat af Jesu forkyndelse. Som en direkte virkning af Jesu fremtræden anførte Jürgen Roloff 1988 :
- afkald på besiddelse (Lukas 6,24 "Men ve jer, I som er rige, for I har fået jeres trøst.")
- tilsvarende fordring til efterfølgerne (Imitatio Christi) (Lukas 9,3 "...og han sagde til dem: 'Tag ikke noget med jer på rejsen, hverken stav eller taske eller brød eller penge, heller ikke to kjortler hver,...' " og Lukas 10,4 "Tag ikke pung med, ikke taske, ikke sko, og hils ikke på nogen undervejs" ),
- hans kritik af rigdom (Mark 10,21-27 ; Lukas 12,16-21 ; Lukas 16,13 og 19-31)
- og hans advarsel om deres bekymringer (Matt 6,25-33 "Derfor siger jeg jer: Vær ikke bekymrede for jeres liv, ..." )

Urmenigheden havde fulgt denne Jesu forkyndelse. Med ejendomsfællesskabet forsøgte de at efterkomme hans advarsel om mammon som en gudfjendtlig magt, og havde brugt ejendomsbesiddelse til gavn for den fælles interesse, for de fattige, ikke for interesser der adskilte dem fra andre.

Peter Stuhlmacher (2005) antog, at Jesu bud og dekalogen fortsat gjaldt i urmenigheden. Han tolkede Apostlenes Gerninger kap. 2 og 4 som urmenighedens forsøg på at følge Jesu befaling om ejendomsafkald (Lukas 12,22-32, Matt 6,25-34). Derfor har de dannet et livsfællesskab baseret på Guds rige (ty. Gottesherrschaft).

### Organisationsform
Den historisk-kritiske debat om emnet begyndte i 1800-tallet i forbindelse med sociale konflikter på det tidspunkt. Siden omkring 1830 blev ejendomsfællesskab brugt til at retfærdiggøre målsætninger i tidlig socialisme og tolket som drivkraft for en omfattende samfundsmæssig reform eller social revolution: for eksempel af Félicité de Lamennais og Wilhelm Weitling.
Friedrich Engels tog i 1843 afstand fra det i Frankrig populære slogan "kristendom er kommunisme": Ganske vist kunne der være 'et par passager i Bibelen der talte for kommunisme', men den 'generelle ånd' i den bibelske lære modsiger dette fuldstændig. Men han indrømmede dog, at oprørerne i den tyske bondekrig med rette havde henvist til urkristendommens ejendomsfællesskab : 'Undertrykkelsen af dem og deres retsløshed afveg voldsomt fra det fællesskab der fandtes blandt de første kristne og fra Kristi lære, som der er berettet om i Bibelen'. Bondelederen Thomas Müntzer havde derfor blot draget 'logiske konklusioner' af Luthers lære, da han konkluderede at 'ejendomsfællesskab' og demokrati var den eneste rigtige samfundsform for kristne i henhold til Bibelen.
Siden martsrevolutionen i 1848 afgrænsede kristne fortolkere ejendomsfællesskabet hos urmenigheden fra den tidlige socialisme : Apostlenes Gerninger kap. 2,44 og 4,32 betød ikke afskaffelse eller udskiftning af privat ejendom med en anden kollektiv form for ejerskab. Diakon Heinrich Merz understregede i 1849, at privat ejendom var en ret og en pligt for at kunne hjælpe de trængende. Tvangsekspropriation ville blot gøre rige mennesker fattige og dermed gøre fattige mennesker endnu fattigere. Enhver havde blot indbetalt dét til fælleskassen, som det var vedkommende muligt og som der på det pågældende tidspunkt var brug for, og beholdt resten: i bevidstheden om, at 'alt var til rådighed fra Gud og alt var der for brødrene'. Det afhang altså af kærlighedens indre beredskab. Ligeledes betonede Gerhard Uhlhorn (1895) : Det handler i ApG kap. 2 og 4 om frivillig, spontan, ureguleret almisse udsprunget af den entusiastiske kærlighed der fandtes i den første tid.
Den katolske præst William Hohoff proklamerede i 1871: Lighed i tilgange – altså en samfundsmæssig udligning af ejendom og besiddelse – var målet med kristendommen som følge af næstekærligheden og derfor foreneligt med socialisme. Han blev således en tidlig repræsentant for
religiøs socialisme.
Derimod sluttede de fleste katolske fortolkere ud fra NT – i overensstemmelse med encyklikaen Rerum novarum fra 1891 – at det ikke drejede sig om sociale reformer, men om en generel social forpligtelse som fulgte af ejendom (ty. 'Sozialpflichtigkeit des Eigentums' ). Ejendomsfællesskab tolkede de som en forbedret form for almisse eller som en særlig etik for et etisk mere fuldkomment mindretal.
Theo Sommerlad (1903) tolkede ApG 2,44 som 'en indretning for fattigforsorg' uden fast form for organisation. I NT-teksterne er der intet der viser at der var tale om en association eller fælles forvaltning af jordbesiddelse.
Marxisten Karl Kautsky betragtede efter 1895 urkristendommen som en reformbevægelse i antikken, et 'pjalteproletariat' af subsistensløse fattige, små håndværkere og mellemstore købmænd. Disse grupperinger havde reageret på datidens massefattigdom med retfærdig fordeling og forvaltning af goder og besiddelser. Dog havde de tidlige kristne solgt deres produktionsmidler eller overladt dem til private og dermed ikke kunnet overvinde fattigdommen. Fordi de var begrænset til en 'forbrugskommunisme' (ty. Kommunismus des Genießens) og fælles husholdning, havde de med den stigende udbredelse af kristendommen måttet opgive deres egalitære familieideal. Kristne kunne altså godt hjælpe med til at opbygge et klasseløst samfund, selv om deres tro var uforenelig med videnskabelig socialisme.

Nogle marxister kritiserede Kautzkys teser, andre så positivt på dem. Således skrev Rosa Luxemburg i 1905, at i overensstemmelse med den daværende forarmelse af store dele af befolkningen, havde de tidlige kristne forkyndt ejendomsfælleskab, at rige skulle dele med fattige, social lighed og dermed kommunisme, dog begrænset til døbte og kun afståelse af fødevarer eller forbrugsgoder, ikke produktionsmidlerne.
Derfor har klasseherredømme etableret sig historisk i kirken. Den permanente overvindelse af klasseherredømme er i overensstemmelse med Jesu Kristi budskab. Antikommunismen hos nutidens præster retter sig derfor mod Jesu lære. Især de første apostle var 'de mest lidenskabelige kommunister'. Til dette synspunkt citerede Rosa Luxemburg ApG 4,32-35 
Denne opfattelse afviste de fleste teologer og kirkerepræsentanter i den efterfølgende periode. Karl Kautsky blev efter 1908 modsagt af Ernst Troeltsch: De urkristne havde ikke haft socialreformatoriske mål og repræsenterede ingen særlige klasseinteresser. De havde blot forsøgt at indføre Jesu kærlighedsbudskab i deres egen kreds, i begyndelsen på en helt igennem radikal måde. Deres ejendomsfællesskab havde kun omfattet fordelingen af forbrugsgoder, ikke produktionsmidlerne. Det var en 'kærlighedskommunisme' baseret på de troendes interne solidaritet, en 'forbrugskommunisme' (ty. Kommunismus der Konsumtion).
Kirkehistorikeren Hans von Schubert (1919) anså betegnelsen 'kærlighedskommunisme' for upassende: Urmenigheden havde ikke udøvet tvang for at forvalte forbrugsgoderne.
Leonhard Ragaz knyttede derimod an til Troeltsch: Urmenigheden havde dannet en fri association og søgte en 'frivillighedens socialisme', som var i overensstemmelse med ånden hos Kristus.
I 1972 tilsluttede Ernst Bloch sig også begrebet 'kærlighedskommunisme' for urmenighedens ejendomsfællesskab. Heinz-Dietrich Wendland, Wilhelm Schneemelcher, Wolfgang Schrage, Jürgen Roloff og andre betonede derimod at 'kommunisme' er uforeneligt med 'kærlighed' og ikke en anvendelig betegnelse for urmenighedens ejendomsfællesskab. Dér handler det hverken om fuldstændig besiddelsesløshed eller om samfundsmæssiggørelse af produktionsmidlerne.
Ifølge Michael Schäfers (1998) praktiserede urmenigheden en efter dens mulighed og omstændighed passende blanding af individuelt afkald på ejendom og social omsorg med henblik på at overvinde fattigdom internt og skabe lige ejerforhold.
Derfor har de underordnet privat ejendom til dette mål og gjort det brugbart, men ikke erstattet det med kollektivt ejerskab eller dispositionsret.
Processen med frivillig afgivelse af privat ejendom har haft til formål at udligne ejerskab, og på dette punkt er privat ejerskab og dispositionsret trådt i baggrunden.
Denne udligning har de forstået og legitimeret som udtryk for efterfølgelse af Jesus i nærforventningens tegn.
Peter Stuhlmacher (2005) konkluderede ud fra forskellene mellem Apostlenes Gerninger kap. 2 og antikke tekster, der beskriver strengt organiserede ejendoms- og 'forsyningssamfund' (ty. Versorgungsgemeinschaften): 'Det drejede sig i Jerusalem i begyndelsen kun om vita communis på grundlag af åndelig spontanitet og frivillighed... hele livsinteressen var fokuseret på bøn og Herrens eskatologiske genkomst som i udtrykket maranatha '.

Ifølge Jürgen Roloff (2010) reagerede ejendomsfællesskabet i begge Lukas' opsummeringer på opstandelsesbevidnelsen og påviste dens effektivitet eller virkning (ty. Wirksamkeit).
I kapitel 2 introducerede han ejendomsfællesskabet og i kapitel 4 beskrev han dets konkrete gennemførelse: 'Når situationen kræver det, sælger ejerne af jord og huse deres ejendom og giver overskuddet til apostlene. De forvalter den fælleskasse fra hvilken de nødlidende menighedsmedlemmer får, hvad de har brug for (sml. ApG 6,1f).' På den måde havde Lukas udvidet en tidsmæssig begrænset praksis – som han sandsynligvis kun har været bekendt med fra de individuelle eller enkelte eksempler – til en historisk ledetråd eller forbillede for kirken overhovedet. Fordi apostlene som vidner til åbenbaringerne forventede den opstandnes snarlige genkomst, havde de spontant anvendt de tilgængelige midler til de trængende og ikke organiseret længerevarende omsorgsforanstaltninger.

### Historicitet: er der belæg for ejendomsfællesskabet
Hans Conzelmann (1969) argumenterede litteraturkritisk mod ejendomsfællesskabets historicitet: Lukas' to opsummeringer fremstillede generel afkald på ejendom (ApG 2,44 og ApG 4,32), mens eksemplerne derimod skildrede afkaldet som en særlig ydelse af de enkelte (ApG 4,36f), altså som en undtagelse. Også antikke tekster om pythagoræernes ejendomsfællesskab er idealbilleder. Overdragelse af ejendom og indkomst ved indtræden i Qumran-samfundet (som Conzelmann antog som historisk) viser netop, at et ejendomsfællesskab kun kunne overleve, hvis også produktionen blev organiseret i fællesskab. Derfor er ApG kap. 2 og 4 en senere idealiseret fremstilling; et fuldkomment ejerskabsfællesskab har derfor ikke eksisteret (ty. "... eine völlige Besitzgemeinschaft habe es „so nicht“ gegeben").
Gerd Theissen (1989) antog derimod en historisk kerne i ejendomfællesskabet. Urmenigheden havde sandsynligvis overtaget den hellenistiske parole "Alle er fælles om alt" som reaktion på konflikten mellem hebræere og hellenister (ApG 6,1ff ) for at forpligte parterne i konflikten til ligelig fordeling og forhindre en autoritær udvikling.
Ulrich Luz (2005) argumenterede for historicitet: Ganske vist havde Lukas bevidst formuleret opsummeringerne således, at de var i samklang med motiver for ideelle samfundsformer og venskabsetik i antik filosofi og bibelske Torapåbud. Men han havde sikkert ikke opfundet ejendomsfællesskabet, da regelmæssige fælles måltider i urmenigheden er pålideligt belagt – måltider der bragte Jesu sidste måltid skærtorsdag i erindring. Sådanne religiøse måltider havde også altid skullet inddrage den sociale omsorg for de fattige.
Flere forhold kunne tale for, at en eller anden form for fælles levevis i urmenigheden sandsynligvis er historisk : 

Palæstina var den gang til stadighed truet af hungersnød.
Mange tidligere tilhængere af Jesus kom fra Galilæa og kunne ikke udøve deres hverv som fiskere og landmænd i byen.
Urmenigheden blev ofte besøgt af andre kristne som centrum for urkristendommen.
Der fandtes en lokal gren af essæerne i Jerusalem.
Jürgen Roloff (2010) har fremdraget lignende og yderligere argumenter: Mange af de første medlemmer fra Galilæa havde opgivet deres familiebånd, boliger og erhverv dér og har næppe kunnet finde arbejde som fiskere og landmænd i Jerusalem. I den situation måtte lokale kristne stå for deres underhold. Farisæerne havde etableret en fattighjælp, idet de under måltidsfejringen i synagogen udlovede og indsamlede kontante pengegaver til de trængende. Dette eksempel blev efterfulgt af de urkristne i Jerusalem.

### Hvor virkningsfuld var ejendomsfællesskabet
Ejendomsfællesskabet er ofte blevet fremstillet som årsag til forarmelsen af urmenigheden i Jerusalem: Salg af ejendom og anvendelse af indtægterne skulle have ført til økonomisk ruin. Derfor blev urmenigheden senere afhængig af materiel hjælp udefra, som Paulus' indsamling viser. Ejendomsfællesskabet måtte derfor uundgåeligt mislykkes og ikke blive et nutidigt forbillede. Denne opfattelse havde Hegel, Adolf Stoecker (1881), Friedrich Lahusen (1890), Hans von Schubert (1919), Max Weber, Gotthilf Schenkel (1946), Werner Elert (1949), Martin Robbe (1967), Rudolf Bultmann (1968), Heinz Kreißig (1970), Barry Gordon (1989) og andre.
Mod den opfattelse talte Walter Rauschenbusch, repræsentant for Social Gospel (1907), Leonhard Ragaz (1920), Harmannus Obendink (1949) og Hans Iwand (1964). Iwand understregede, at ejendomsfællesskab kunne være lige så muligt eller umuligt som at Gud kunne blive menneske, altså inkarnationen. Tror man på Jesus Kristus, kan man ikke afvise ejendomsfællesskab.
Wolfgang Reinhardt (1995) understregede, at Lukas bevidst ikke harmoniserede modsigelser i det oprindelige ejendomsfællesskab : Urmenighedens forarmelse havde eksterne, ikke interne årsager. Man bør ikke tale om ejendomsfællesskabets fiasko, da Apostlenes Gerninger kap. 11,27-30 (ApG 11,27-30) viser den virkning den havde på andre menigheder. "Snarere kunne man tale om en udvidelse af modellen til hele den kendte verden, økumene".. Reinhardt citerede bifaldende Klaus Haacker: "Eksemplet fra urmenigheden har snarere dannet skole og er blevet implementeret med kirkens overregionale udligning af byrder." Den attraktive fattigforsørgelse skulle altså efter denne opfattelse være den væsentligste årsag til urkristendommens vækst i den antikke verden.
Ifølge Martin Leutzsch (1999) bekræftede tidlige kristne tekster (Didache, apologier af Justinus Martyr († ca. 165), Lukian) ejendomsfællesskabets effektivitet eller virkning (ty. Wirksamkeit). Selv ikke-kristne antikke paralleller viste dets gennemførlighed. Det havde for Lukas ifølge Apostlenes Gerninger været en succeshistorie, ikke et fejlslagent eksperiment.

### Fordring på gyldighed
1780 udlagde Jacob Leonhard Vogel – kirurg fra Lübeck, død 1781 – Apostlenes Gerninger kap. 2 og 4 som et gyldigt retskrav (ty. Rechtsanspruch) som fattige kristne kunne stille til rige kristne og som fælles dispostionsret for alle kristne : 
"Enhver kristen har på grund af den broderlige forbindelse ret til de goder menighedens medlemmerne råder over og kunne i tilfælde af nød kræve, at de rige medlemmer skulle dele så meget af deres rigdom, som det måtte kræve for at opfylde vedkommendes behov. Enhver kristen skulle kunne gøre brug af brødrenes goder eller besiddelser, og dé kristne der havde noget, skulle ikke kunne afvise trængende brødre nytten og brugen af disse goder. For eksempel kunne en kristen, som ikke havde noget hjem, begære af en anden kristen som havde to eller tre huse, at han skulle give ham en lejlighed eller bolig, og dog forblive husherre uagtet dette påbud. Da det drejede sig om et forbrugsfællesskab, måtte en lejlighed dog overlades til den anden for at han kunne leve."
Martin Leutzsch ser de mest traditionelle fortolkninger som forsøg på at afværge kravet om gyldighed for nutidens kristne af Lukas forbillede. Han opregner flere måder denne afvisning kan argumenteres på:
- Konsekvent historisering : Ejendomsfællesskab var kun muligt i den særlige situation af nærforventning, som de tidlige kristne havde, en situation der ikke kunne gentages.
- Konsekvent afhistorisering : Ejendomsfællesskab havde aldrig eksisteret, det var blot en ideel konstruktion som Lukas havde foretaget.
- Afvisning af ejendomsfællesskab som forbillede : Ejendomsfællesskab er kun omtalt i Apostlenes Gerninger. Modellen fra Jerusalem var allerede i den tidlige kristendom kun én blandt andre.
- Religionshistorisk sammenligning : Ejendomsfællesskab var overtaget fra ikke-kristne paralleller og følger ikke af Jesu budskab.
- Begrænsning af relevans og effektivitet : Ejendomsfællesskab er en model for menigheder, ikke en social model. Ifølge Apostlenes Gerninger blev den ikke praktiseret af alle tidlige kristne, men kun under de første apostles vejledning. De havde været under påvirkning af pinsebegivenhedens eufori, og det havde ført til urmenighedens forarmelse.[99]